# Aberdeen Asset Management
Aberdeen Asset Management plc (AAM) est un groupe international de gestion d'investissements fondé en 1983. Son siège social est à Aberdeen en Écosse. 
Le titre était coté LSE avec le code ADN jusqu'à sa fusion avec Standard Life intervenue en 2017. 

## Histoire
La société fait partie de l'indice FTSE 250 et son titre est coté à la Bourse de Londres depuis 1991. 
Aberdeen Asset Management a acquis en 2009 une partie des activités de gestion d'actifs du Crédit suisse pour 250 millions de £,.
Le 6 mars 2017, Standard Life et Aberdeen Asset Management ont annoncé leur fusion pour 11 milliards de livres.